# Badjoki (Loum)
Pour les articles homonymes, voir Badjoki.
Badjoki est un village de la Région du Littoral au Cameroun, situé dans la commune de Loum, sur le site Communes et villes unies du Cameroun (CVUC).

## Population et développement
En 1966, la population de Badjoki était de 92 habitants, essentiellement des Babong. Elle était de 202 lors du recensement de 2005.